# Boletus nigricans
Boletus nigricans är en svampart som beskrevs av Pat. & C.F. Baker 1918. Boletus nigricans ingår i släktet rörsoppar och familjen Boletaceae.   Inga underarter finns listade i Catalogue of Life.